# Салих (остров)
Салих (тур. Salih Adası) — остров в Турции, у юго-западного побережья Малой Азии, у северного побережья полуострова Бодрум, в заливе Мандалья (Гюллюк) Эгейского моря, к северо-востоку от деревни Торба и островов Икиз (Фар) и к северо-западу от деревни Гюверджинлик. Наивысшая точка 136 м над уровнем моря. Административно относится к району Бодрум в иле Мугла.
В древности остров назывался Карианда (др.-греч. Καρύανδα, лат. Caryanda). На острове, между городами Минд и Баргилия находился карийский город Карианда, родина географа Скилака.
В древности остров также назывался др.-греч. Ταράμπτος, лат. Taramptos.